# Grime
Grime é um gênero de música urbana que surgiu em Bow, Londres, Inglaterra, no início da década de 2000, principalmente desenvolvido a partir do UK Garage. O Grime é influenciado por vários estilos de música urbana, como 
Hip Hop, Ragga, Jungle e o Drum and Bass, e partilha as mesmas características com o Dubstep e o Bassline sendo todos os três derivados do UK Garage. O Grime é caracterizado por usar batidas 2-Step ou Breakbeats a rondar os 140 bpm, Basslines semelhates aos do Drum and Bass e Dubstep e vários tipos de sons electrónicos. A nível de vocais, os MCs geralmente utilizam versos de 8 compassos diferenciando-se dos 16 compassos utilizados no hip hop.

## Principais artistas
- Wiley
- Dizzee Rascal
- Kano
- Skepta
- JME
- Stormzy
- Frisco

## Principais Grupos
- Roll Deep